# New-York-City-Marathon 1981
Der New-York-City-Marathon 1981 war die 12. Ausgabe der jährlich stattfindenden Laufveranstaltung in New York City, Vereinigte Staaten. Der Marathon fand am 25. Oktober 1981 statt.
Bei den Männern gewann Alberto Salazar in 2:08:13 h und bei den Frauen Allison Roe in 2:25:29 h.

## Ergebnisse

### Männer
| Platz | Athlet              | Land                   | Zeit (h) |
| ----- | ------------------- | ---------------------- | -------- |
| 01    | Alberto Salazar     | Vereinigte Staaten     | 2:08:13  |
| 02    | Jukka Toivola       | Finnland               | 2:10:52  |
| 03    | Hugh Jones          | Vereinigtes Königreich | 2:10:59  |
| 04    | Nicholas Brawn      | Vereinigtes Königreich | 2:11:09  |
| 05    | Ryszard Marczak     | Polen                  | 2:11:35  |
| 06    | Tony Sandoval       | Vereinigte Staaten     | 2:12:12  |
| 07    | Rodolfo Gómez       | Mexiko                 | 2:12:47  |
| 08    | Demetrio Cabanillas | Mexiko                 | 2:13:10  |
| 09    | Alex Kasich         | Vereinigte Staaten     | 2:13:19  |
| 10    | Tommy Persson       | Schweden               | 2:13:23  |

### Frauen
| Platz | Athletin           | Land                   | Zeit (h) |
| ----- | ------------------ | ---------------------- | -------- |
| 01    | Allison Roe        | Neuseeland             | 2:25:29  |
| 02    | Ingrid Kristiansen | Norwegen               | 2:30:08  |
| 03    | Julie Shea         | Vereinigte Staaten     | 2:30:11  |
| 04    | Laura Fogli        | Italien                | 2:34:47  |
| 05    | Jan Yerkes         | Vereinigte Staaten     | 2:35:39  |
| 06    | Karoline Nemetz    | Schweden               | 2:37:05  |
| 07    | Carol Gould        | Vereinigtes Königreich | 2:37:25  |
| 08    | Birgit Bringslid   | Schweden               | 2:40:16  |
| 09    | Julie Brown        | Vereinigte Staaten     | 2:40:48  |
| 10    | Sarah Quinn        | Vereinigte Staaten     | 2:42:50  |